# Volta à Comunidade Valenciana Feminina
A Volta à Comunidade Valenciana Feminina (oficialmente: Vuelta a la Comunitat Valenciana Feminas) é uma corrida profissional feminina de ciclismo de estrada de um dia que se disputa anualmente entre a Comunidade Valenciana em Espanha. É a versão feminina da corrida do mesmo nome.
A primeira edição correu-se no ano 2019 como parte do Calendário UCI Feminino baixo a categoria 1.2.

## Palmarés
| Ano  | Vencedor          | Segundo           | Terceiro              |
| ---- | ----------------- | ----------------- | --------------------- |
| 2019 | Lotte Kopecky     | Alice Barnes      | Nguyễn Thị Thật       |
| 2020 | Marta Bastianelli | Barbara Guarischi | Teniel Campbell       |
| 2021 | Chiara Consonni   | Barbara Guarischi | Elodie Le Bail        |
| 2022 | Marta Bastianelli | Ilaria Sanguineti | Kathrin Schweinberger |
| 2023 | Floortje Mackaij  | Liane Lippert     | Nikola Nosková        |
| 2024 | Cédrine Kerbaol   | Marit Raaijmakers | Federica Piergiovanni |
| 2025 | Linda Zanetti     | Jelena Erić       | Daria Pikulik         |

## Palmarés por países
| País    | Vitórias |
| ------- | -------- |
| Bélgica | 1        |